# کیرلو سیلیک
کیرلو سیلیک (اوکراینی: Кирило Євгенович Сіліч؛ زادهٔ ۳ اوت ۱۹۹۰) بازیکن فوتبال اهل اوکراین است.
از باشگاه‌هایی که در آن بازی کرده‌است می‌توان به باشگاه فوتبال سیلامائه کالو و باشگاه فوتبال اوبولون-برووار کیف اشاره کرد.